# Påtalåtar
Påtalåtar är Ola Magnells debutalbum som släpptes februari 1974.
Inspelningen skedde i Metronome Studio, Stockholm i september 1973 och januari 1974. Tekniker var Michael B. Tretow, arrangörer Ola Magnell och Björn J:son Lindh och producent Björn J:son Lindh. Skivnumret är Metronome MLP 15.504.
Skivan innehåller "Påtalåten", vilken tidigare utkommit som Magnells debutsingel. På Påtalåtar fanns låten dock endast inspelad i en instrumentalversion av upphovsrättsliga skäl. Debutsingeln var nämligen utgiven på ett annat skivbolag än debutalbumet.
Albumet var en försäljningsmässig besvikelse.

## Låtlista
1. "Korn och Timotej"
2. "Blus-Blues"
3. "Vals i Hades"
4. "Mannen i mej" (Bob Dylan "The Man in Me"/Ola Magnell)
5. "Kathy's sång" (Paul Simon "Kathy's Song"/Ola Magnell)
6. "Medan hökarna kretsar"
7. "Spaderkung"
8. "Grodperspektiv"
9. "Tjimåblängpartaj"
10. "Påtalåten" (instrumentalversion)
11. "Man ska vara två" (duett med Monica Törnell)
12. "Sångerna vrenskas"

## Medverkande
- Jan Bandel - trummor
- Stefan Brolund - bas
- Malando Gassama - congas
- Björn J:son Lindh - piano, producent
- Peter Lundblad - gitarr
- Ola Magnell - gitarr, sång
- Janne Schaffer - gitarr
- Mike Watson - bas